# Funicolare di Nazaré
La funicolare di Nazaré (in portoghese: ascensor da Nazaré) è una funicolare che si trova situata nel comune di Nazaré (Portogallo), che collega i nuclei di Praia e Sítio.

## Storia

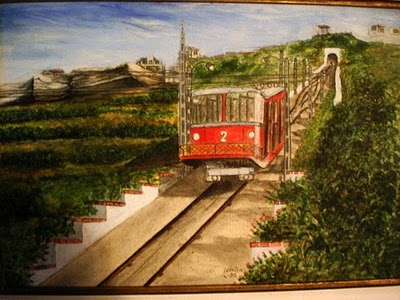
La vecchia funicolare rossa

In passato, sulla ripida discesa da Sítio a Ribeira da Pederneira vi era un tracciato di sabbia sciolta: la maggior parte dei nobili, dopo aver visitato il santuario di Nossa Senhora da Nazaré, si sedeva su tappeti che venivano tirati agli angoli dai loro servi. Questa forma di trasporto è stata utilizzata fino al XIX secolo.
Il 15 ottobre 1888 venne fondata a Lisbona una società per la costruzione di una funicolare a Nazaré basata su un progetto di Raoul Mesnier de Ponsard e il 28 luglio 1889 la linea venne inaugurata con il nome di funicolare di Nossa Senhora da Nazaré, in onore della Vergine Maria protettrice della città, e alla presenza del ministro dei Lavori pubblici, del ministro delle Finanze) e di Antonio Tavares Lúcio Crespo, allora proprietario della linea.
Inizialmente, la funicolare era azionata da una macchina a vapore situata a monte nella zona di Sítio, dove il promontorio che sovrasta il paese venne scavato per realizzare una galleria di 50 metri e la rampa. La caldaia era riscaldata dal legno, mentre l'acqua per il serbatoio veniva trasportata da Praia tramite due macchine, dal momento che non c'erano sorgenti a Sítio.
La funicolare, con un'estensione di 318 metri e 42% di pendenza, segue un canale tra il promontorio e la spiaggia, terminando a Largo das Caldeiras. Il terminale inferiore è protetto da due pareti laterali per evitare l'invasione di sabbia. Il meccanismo, simile a quello utilizzato dalla funicolare di Lavra, fu fabbricato dalla Maschinenfabrik Esslingen in Germania. Le vetture utilizzavano una livrea rossa e trasportavano fino a 60 passeggeri, solo durante la stagione balneare estiva, con viaggi dalle 6:00 alle 21:00.
| Urban head station |

| Unknown route-map component "utSTRa" |

| Unknown route-map component "utSTRe" |

| Unknown route-map component "uPSL" |

| Urban End station |

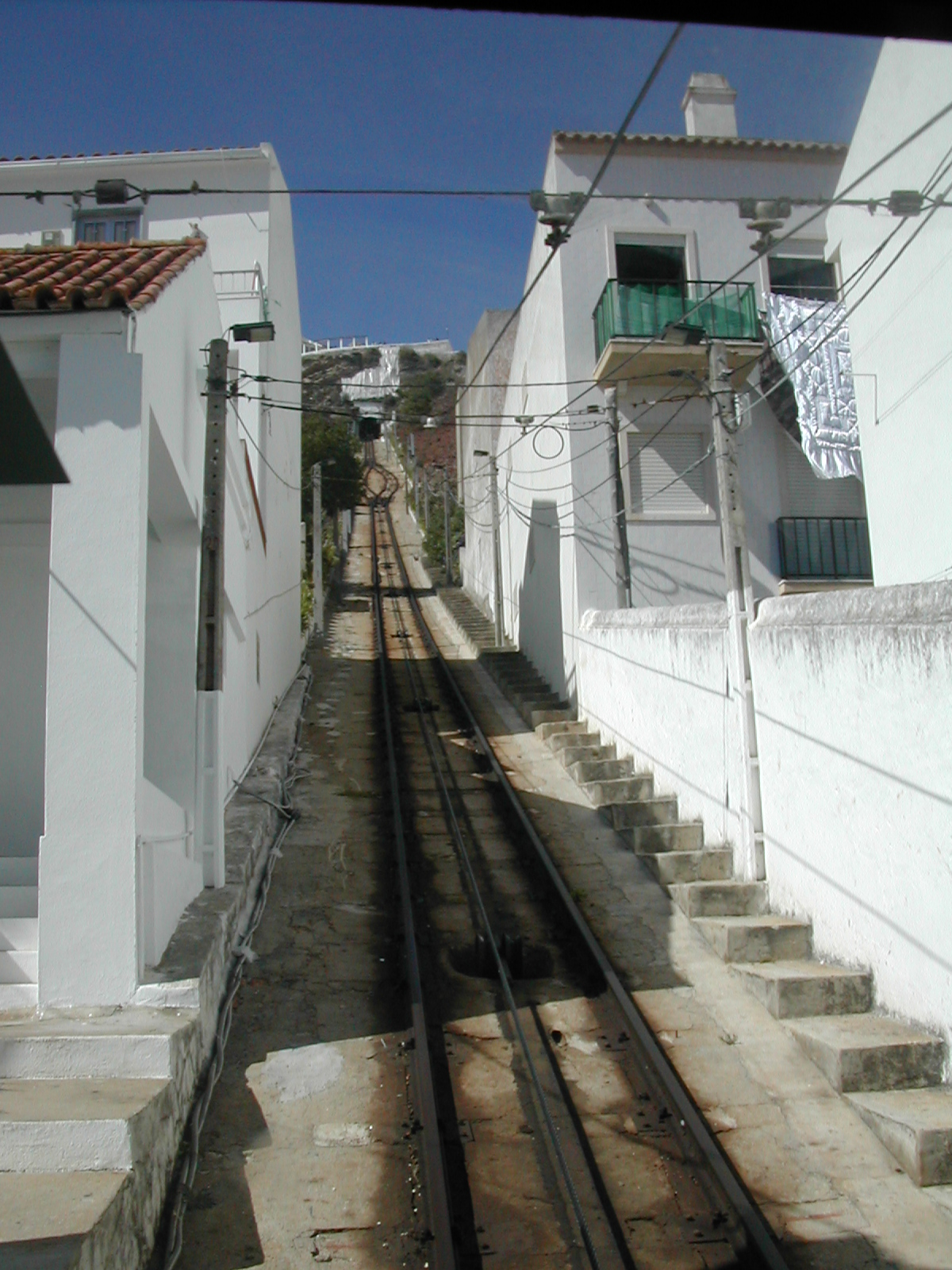
Le case vicine alla funicolare

Il 1º ottobre 1924 la funicolare venne acquistata dalla Real Casa, all'epoca dominata dalla Confraria da Nossa Senhora da Nazaré, con l'obiettivo di farla funzionare tutto l'anno, al fine di consentire l'accesso dei fedeli e dei pellegrini al santuario di Nossa Senhora da Nazaré, e raccogliere fondi per mantenere l'Hospital de Nossa Senhora da Nazaré. Nel 1931, un rapporto al ministro chiese l'autorizzazione a vendere la funicolare al consiglio comunale, insieme con la stazione elettrica. Il 19 dicembre dello stesso anno, la funicolare fu venduta al comune di Nazaré per 398.013 escudi.
Il 15 febbraio 1963 si verificò un incidente, causato dalla rottura del cavo, che provocò la morte di due persone e lesioni ad altri 50. Durante il processo gli imputati furono assolti, dal momento che l'amministratore dei servizi idrici comunali indicò che l'incidente era stato causato da un'erosione derivante da infiltrazioni d'acqua nella zona intorno al cavo. Ad ogni modo, il servizio della funicolare fu riaperto solo il 1º aprile 1968: le vetture utilizzavano un nuovo sistema di trazione, con trasmissione elettrica, che comprendeva un meccanismo di frenata triplice: pressione idro-elettrico automatico e manuale.
Nel settembre 2001, la funicolare fu chiusa per riparazioni e ammodernamento delle vetture (ora di colore azzurro), per un costo di 1,5 milioni di euro: il progetto comprendeva la riparazione della struttura del telaio, restauro architettonico e il funzionamento delle stazioni, così come la sostituzione dei carrelli. L'impianto fu riaperto il 24 giugno 2002, operando con una cadenza di 15 minuti.